# Galerie PaceWildenstein
PaceWildenstein est une galerie d'art moderne et contemporain. Elle est l'aboutissement de la fusion de la Pace Gallery fondée par Arne Glimcher à Boston en 1960 et des activités d'art moderne et contemporain de la galerie Wildenstein & Co. Il y a trois succursales à Manhattan (une à Midtown au 32 East 57th St et deux à Chelsea) et une à Pékin en Chine PaceWildenstein fut la première grande galerie à ouvrir une succursale à Pékin.

## Artistes actuellement représentés
- Josef Albers
- Alexander Calder
- John Chamberlain
- Chuck Close
- Thomas Joshua Cooper
- Jim Dine
- Tara Donovan
- Rosalyn Drexler
- Jean Dubuffet
- Tim Eitel
- Tony Feher
- Adolph Gottlieb
- Tim Hawkinson
- Barbara Hepworth
- Robert Irwin
- Alfred Jensen
- Donald Judd
- Alex Katz
- Sol LeWitt
- Maya Lin
- Robert Mangold
- Agnès Martin
- Roberto Matta
- Elizabeth Murray
- Louise Nevelson
- Carsten Nicolai
- Isamu Noguchi
- Thomas Nozkowski
- Claes Oldenburg
- Pablo Picasso
- Fiona Rae
- Robert Rauschenberg
- Ad Reinhardt
- Bridget Riley
- Mark Rothko
- Michal Rovner
- Robert Ryman
- Lucas Samaras
- Julian Schnabel
- Joel Shapiro
- James Siena
- Kiki Smith
- Saul Steinberg
- Antoni Tàpies
- James Turrell
- Richard Tuttle
- Keith Tyson
- Lee Ufan
- Coosje van Bruggen
- Corban Walker
- Robert Whitman
- Fred Wilson
- Zhang Huan
- Zhang Xiaogang
- Samuel Spieler
- Emilio Mortini